# Xã Dunn, Quận Otter Tail, Minnesota
Xã Dunn (tiếng Anh: Dunn Township) là một xã thuộc quận Otter Tail, tiểu bang Minnesota, Hoa Kỳ. Năm 2010, dân số của xã này là 905 người.